# María Gertrudis Teresa de Santa Inés
María Gertrudis Orozco y Jaimes Pastrana (Pamplona, 2 de febrero de 1668 - Santa Fe, 28 de noviembre de 1730) fue una religiosa católica neogranadina quien desde su profesión el 13 de junio de 1684 en el Monasterio de Santa Inés de Montepulciano de Santa Fe, fue conocida bajo el nombre de Sor María Gertrudis Teresa de Santa Inés. Fue ampliamente reconocida y admirada en la sociedad santafereña del siglo XVIII por sus escritos místicos y por los sucesos de su muerte en olor de santidad, que quedaron registrados en cuatro retratos.

## Reseña biográfica
La biografía de esta religiosa quedó registrada en el libro Historia de la singular vida y admirables virtudes de la venerable sor María Gertrudis Theresa de Santa Inés, escrito por su confesor, el sacerdote Pedro Andrés Calvo de la Riba, publicado en 1752. En este documento se exaltan principalmente las virtudes de Sor María Gertrudis Teresa, sobre todo su capacidad de resistir las posesiones demoniacas y someterse a la voluntad divina a través de la mortificación y el sufrimiento como un medio de purificar el alma. 
María Gertrudis Orozco y Jaimes Pastrana nació en la ciudad de Pamplona, en el actual departamento colombiano de Norte de Santander, en el seno de la familia del encomendero Andrés Orozco Carrillo y Francisca Jaimes Pastrana y Bazán. A los 9 años ingresó al convento de Santa Clara de su ciudad natal, pero por intercesión de su tío materno, el oficial del Santo Oficio Gregorio Jaimes Pastrana, fue trasladada al Monasterio de Santa Inés de Montepulciano de Santa Fe, donde profesó solemnemente el 13 de junio de 1684 a los 16 años.
A pesar de sus raíces nobles, desde el inicio de su vida religiosa, María Gertrudis demostró humildad y obediencia, llegando incluso a rechazar el velo negro con el fin de colaborar en las tareas cotidianas, como la cocina, junto a sus hermanas de velo blanco. Además de su actitud servicial, exhibió una profunda devoción y religiosidad desde temprana edad, sometiéndose a rigurosas mortificaciones y manifestando experiencias místicas, interpretadas inicialmente como posesiones demoniacas y posteriormente como expresiones del deseo divino de conocer a Dios a través del martirio. Su primera visión, según el relato de Calvo de la Riba, se describe de la siguiente manera:
... se veía intelectualmente suspendida en el aire, desnuda, fija en una rueda tan estrecha, que con dificultad le cabían en ella los pies: viéndose en tan amargo conflicto levantaba los ojos al Cielo, que encontraba vestido de espantosas densas tinieblas que le causaban asombro, temor, y miedos; baxabalos humildes a la tierra, y la hallaba abierta, veía patente el infierno, sus voraces llamas, y incomprensibles tormentos, experimentando entonces, que una de sus asistentes, dándole cruel fuertes enviones, la hacía caer por dentro de la rueda, dejándola colgada en ella y que en tanto aprieto, y peligro concurría su Apostólico y Venerable Padre Fray Juan de Salazar, que levantándola por la mano, la ponía sobre la rueda, y que apartándose, pasando por la estrecha tabla que había puesto para favorecerla, se quedaba de brazos suspenso, mirándola compasivo.
Desde ese momento, sor María Gertrudis Teresa empezó a rechazar elsacramento de la comunión al sentirse incapaz de pronunciar palabra ante su primer confesor, fray Juan de Salazar, durante la confesión. Poco a poco, Sor María Gertrudis empezó a  ganar fama en la ciudad por experimentar visiones místicas y profecías; y hacer milagros. 
Los últimos años de su vida los pasó gravemente enferma en su celda, sin permitir el ingreso a nadie más que su confesor. Según el relato de Calvo de la Riba, sor María Gertrudis Teresa empezó a rechazar la administración del Santísimo Sacramento, pues lo recibía directamente de su Esposo Niño.
Sor María Gertrudis Teresa de Santa Inés falleció el 28 de noviembre de 1730 en olor de santidad a los 62 años. Su cuerpo coronado con lirios, símbolo de su pureza y castidad, fue expuesto en el sotacoro de la iglesia del convento para su veneración pública. 
Como era costumbre en la época, se pidió a un artista que le hiciera un retrato, que luego sería conservado al interior del monasterio como documentos ejemplificantes de una vida modélica. Este primer retrato la muestra con un rostro envejecido y macerado por los golpes que se propinaba. Sin embargo, según el relato de su muerte, el cuerpo de esta religiosa se rejuveneció milagrosamente, por lo cual se elaboró un segundo retrato suyo, con el fin de dejar registro del evento como parte del proceso canónico emprendido para su beatificación. Años más tarde, cuando una monja cayó accidentalmente en el cementerio que se hallaba debajo de la iglesia, se halló su cadáver incorrupto, que fue inmediatamente exhumado para realizar un tercer retrato. Finalmente, se pintó un cuarto retrato mostrando el cuerpo incorrupto, nuevamente coronada y previa a su entierro. Este es el único caso conocido en el que una monja coronada fuera retratada en cuatro ocasiones después de su muerte. 